# آو باریک
آو باریک (به لاتین: Ao Barik) یک منطقهٔ مسکونی در افغانستان است که در ولسوالی ارگو واقع شده‌است.